# Бела Ремзи
Изабела Меј Ремзи (енгл. Isabella May Ramsey; Нотингем, 30. септембар 2003) британски је глумац. Истиче се улогама Лијане Мормонт у серији Игра престола (2016—2019) и Ели у серији The Last of Us (2023—данас).

## Биографија
Изјашњава се као небинарна особа, те користи заменице they/them.

## Филмографија
| Улоге      |                   |               |                |              |
| Година     | Српски назив      | Изворни назив | Улога          | Напомена     |
| 2016—2019. | Игра престола     |               | Лијана Мормонт | 9 епизода    |
| 2020.      | Острво Летњи Камп |               | Рамона (глас)  | 1 епизода    |
| 2023—данас |                   |               | Ели            | главна улога |